# Herbert MacKay-Fraser
Herbert MacKay-Fraser (n. 23 iunie 1927 - d. 14 iulie 1957) a fost un pilot american de Formula 1 care a evoluat în Campionatul Mondial în sezonul 1957.